# Bistum Ávila
Das Bistum Ávila (lateinisch Dioecesis Abulensis) ist eine in Spanien gelegene römisch-katholische Diözese mit Sitz in Ávila.

## Geschichte
Das Bistum Ávila wurde im 11. Jahrhundert errichtet und dem Erzbistum Mérida als Suffraganbistum unterstellt. Am 27. Februar 1120 wurde das Bistum Ávila dem Erzbistum Santiago de Compostela als Suffraganbistum unterstellt. Das Bistum Ávila ist seit dem 4. Juli 1857 dem Erzbistum Valladolid als Suffraganbistum unterstellt.

## Weblinks

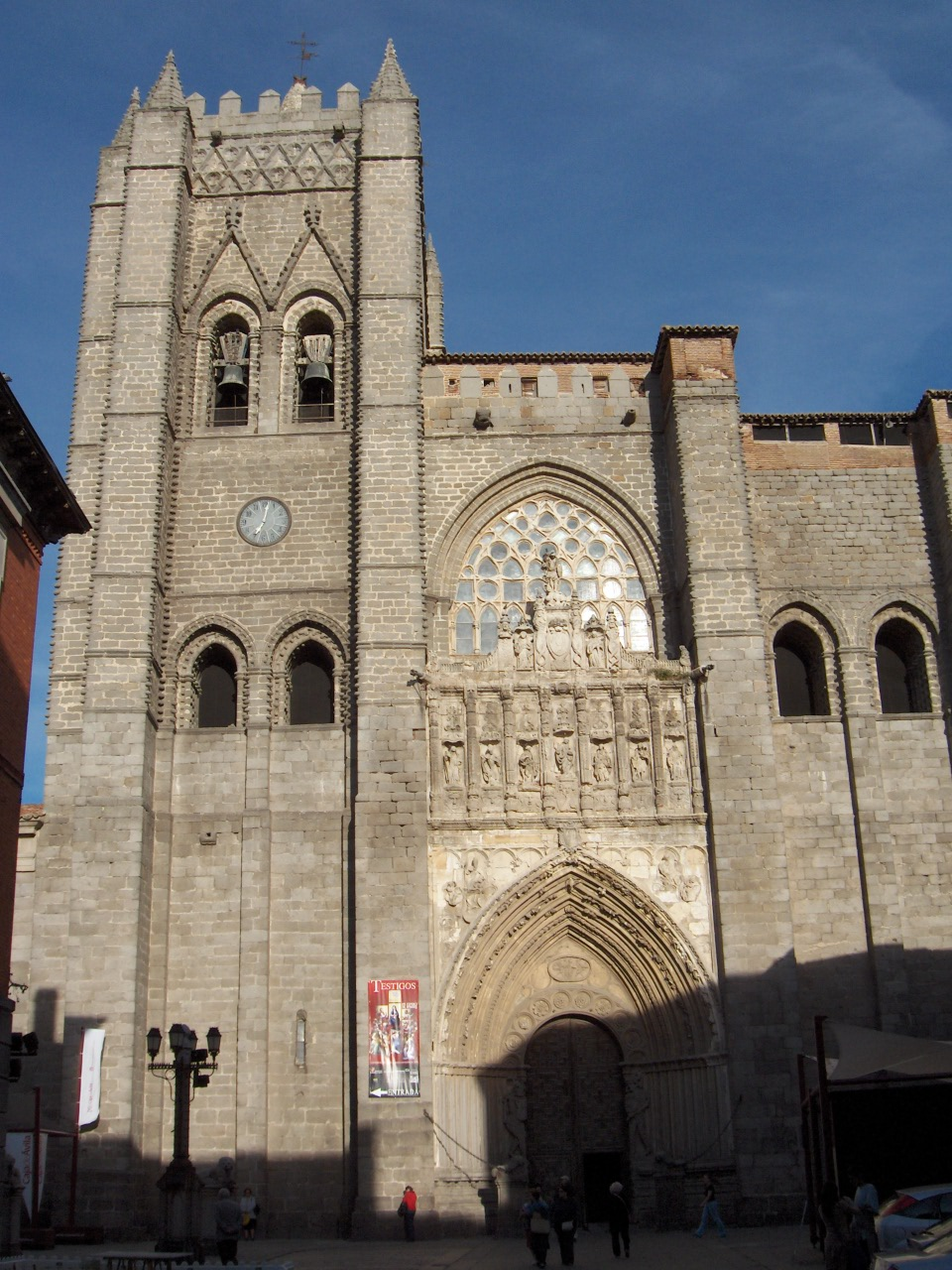
Kathedrale El Salvador in Ávila